# Göran Persson
Hans Göran Persson  hallgat (Svédország, Södermanland, Vingåker, 1949. január 20. –) svéd politikus, 1996 – 2006 között Svédország miniszterelnöke. A svéd szociáldemokrata párt elnöke volt, a Riksdag tagja. A 2006. október 17-i svédországi választásokat pártja elveszítette így miniszterelnöksége véget ért.